# Cartola
Cartola, (Rio de Janeiro, 1908. október 11. – Rio de Janeiro, 1980. november 30.) brazil énekes, dalszerző, költő. Több mint 500 dalt komponált.

## Pályafutása
Cartola Rio de Janeiróban, a Catete kerületben született. A Laranjeiras kerületben nőtt fel. Az apjától tanult gitározni és Cavaquinhon játszani.  Anyagi nehézségeik miatt a család az akkor épülő Mangueira favela-ba költözött. Ott hamar összebarátkozott a környékbeli gyerekekkel, köztük Carlos Cachaça szambaszerzővel, aki 6 évvel volt nála idősebb. Édesanyja halála után, tizenötévesen otthagyta az iskolát, és építőmunkásként talált munkát.
1923-ban a mangueirai szambistákkal megalapította a Bloco dos Arengueiros-t, amelyből 1928-ban alakult a Bloco Estação Primeira de Mangueira, később a Grêmio Recreativo Escola de Samba Estação Primeira de Mangueira.
Első felvonulásukra Cartola a „Chega de demanda” című szambát komponálta. Az 1930-as években kompozícióit olyan népszerű énekesek adták elő, mint például: Aracy de Almeida, Carmen Miranda, Francisco Alves, Mário Reis és Sílvio Caldas. 1974-ben vette fel szólólemezei közül az elsőt. Ezzel vált a szélesebb közönség elött ismertté.
Az 1970-es évek végén Cartola a Jacarepaguá kerületbe költözött, ahol 1980-ban bekövetkezett haláláig élt.

## Albumok
- 1968: Fala Mangueira!
- 1974: Cartola
- 1976: Cartola
- 1977: Verde Que Te Quero Rosa
- 1978: Cartola 70 Anos
- 1982: Cartola Ao Vivo
- 1982: Documento Inedito
- 1998: Preferencia Nacional
- 1998: Serie Raizes Do Samba
- 1999: Divino Samba

## Díjak
- 2006: Ordem do Mérito Cultural